# 絶叫・情熱・感激/西城秀樹
『絶叫・情熱・感激/西城秀樹』（ぜっきょう・じょうねつ・かんげき / さいじょうひでき）は、2012年8月20日に発売された西城秀樹のデビュー40周年記念のCD-BOXである（CD4枚 + DVD1枚）。

## 内容
- 最初の2枚のCD（Disc.1、Disc.2）には、1972年のデビュー曲「恋する季節」から1991年の「走れ正直者」（66枚目）までのシングルA面が厳選して収録されている。
- 続くCD（Disc.3）には、シングル曲がライブ音源で収録されている。「絶叫」のみがアルバム『青春に賭けよう』収録曲からのライブ音源である。
- 最後のCD（Disc.4）には、西城がカヴァーした洋楽、邦楽の曲がスタジオ音源やライブ音源で収録されている。
- DVD1枚には、1983年8月6日開催の第10回「大阪球場ファイナルコンサート」、及び1985年1月19日開催の第12回「日本武道館コンサート」の模様（の一部）が収録されている。

## 収録曲

### Disc.1
1. 恋する季節
2. 恋の約束
3. チャンスは一度
4. 青春に賭けよう
5. 情熱の嵐
6. ちぎれた愛
7. 愛の十字架
8. 薔薇の鎖
9. 激しい恋
10. 傷だらけのローラ
11. 涙と友情
12. この愛のときめき
13. 恋の暴走
14. 至上の愛
15. 白い教会
16. 君よ抱かれて熱くなれ
17. ジャガー
18. 若き獅子たち
19. ラストシーン
20. ブーメランストリート
21. ボタンを外せ
22. ブーツをぬいで朝食を
23. あなたと愛のために
24. 炎

### Disc.2
1. ブルースカイ ブルー
2. 遙かなる恋人へ
3. YOUNG MAN (Y.M.C.A.)
4. ホップ・ステップ・ジャンプ
5. 勇気があれば
6. 悲しき友情
7. 愛の園 (AI NO SONO)
8. 俺たちの時代
9. サンタマリアの祈り
10. 眠れぬ夜
11. リトルガール
12. セクシーガール
13. センチメンタルガール
14. 南十字星
15. 聖・少女
16. ギャランドゥ
17. 抱きしめてジルバ -Careless Whisper-
18. 一万光年の愛
19. 走れ正直者

### Disc.3
1. 恋する季節
  - アルバム『西城秀樹オン・ステージ』からの収録〜以降「絶叫」まで同様
2. 恋の約束
3. チャンスは一度
4. 青春に賭けよう
5. 絶叫
6. ちぎれた愛
  - アルバム『西城秀樹リサイタル/ヒデキ・愛・絶叫!』からの収録〜以降「愛の十字架」まで同様
7. 情熱の嵐
8. 愛の十字架
9. 激しい恋
  - アルバム『西城秀樹リサイタル/新しい愛への出発』からの収録〜続く「傷だらけのローラ」も同様
10. 傷だらけのローラ
11. この愛のときめき
  - アルバム『ヒデキ・オン・ツアー』からの収録〜続く「傷だらけのローラ(フランス語)」も同様
12. 傷だらけのローラ (フランス語)
13. 至上の愛
  - アルバム『MEMORY - 西城秀樹20歳の日記』からの収録
14. 若き獅子たち
  - アルバム『HIDEKI LIVE'76』からの収録
15. ブーツをぬいで朝食を
  - アルバム『バレンタインコンサート・スペシャル/西城秀樹 愛を歌う』からの収録
16. ブルースカイ ブルー
  - アルバム『BIG GAME'78 HIDEKI』からの収録
17. YOUNG MAN (Y.M.C.A.)
  - アルバム『BIG GAME'79 HIDEKI』からの収録
18. スロー・メドレー (勇気があれば - 遙かなる恋人へ - ラストシーン - ブルースカイ ブルー)
  - アルバム『BIG GAME'81 HIDEKI』からの収録
19. ジプシー
  - アルバム『JUST RUN'84 HIDEKI』からの収録〜以降「ナイトゲーム」まで同様
20. ギャランドゥ
21. ナイトゲーム

### Disc.4
1. 青春の影 〜チューリップのカヴァー
  - アルバム『HIDEKI SONG BOOK』からの収録〜以降「酒と泪と男と女」まで同様
2. 君と歩いた青春 〜風のカヴァー
3. 愛を止めないで 〜オフコースのカヴァー
4. 酒と泪と男と女 〜河島英五のカヴァー
5. ラブ・イズ・オーヴァー 〜欧陽菲菲のカヴァー
  - アルバム『HIDEKI RECITAL - 秋ドラマチック』からの収録
6. わかって下さい 〜因幡晃のカヴァー
  - アルバム『永遠の愛7章/西城秀樹』からの収録
7. カタログ 〜梅垣達志のカヴァー
  - アルバム『バレンタインコンサート・スペシャル/西城秀樹 愛を歌う』からの収録
8. ステイン・アライブ 〜ビージーズのカヴァー
  - アルバム『BIG GAME'78 HIDEKI』からの収録
9. ウィ・ウィル・ロック・ユー 〜クイーンのカヴァー
  - アルバム『BIG GAME'79 HIDEKI』からの収録〜以降「ホットスタッフ」まで同様
10. ラヴィング・ユー・ベイビー 〜キッスのカヴァー
11. ホットスタッフ 〜ドナ・サマーのカヴァー
12. S.O.S. 〜エアロスミスのカヴァー
  - アルバム『ヒデキ・オン・ツアー』からの収録
13. レイディー 〜ライオネル・リッチーのカヴァー
  - アルバム『BIG GAME'81 HIDEKI』からの収録
14. 素直になれなくて〜 シカゴのカヴァー
  - アルバム『HIDEKI RECITAL - 秋ドラマチック』からの収録
15. 愛のフィーリング 〜モーリス・アルバートのカヴァー
  - アルバム『HIDEKI LIVE'76』からの収録
16. とどかぬ愛 〜ジョニー・アリディのカヴァー
  - アルバム『西城秀樹リサイタル/ヒデキ・愛・絶叫!』からの収録
17. セイリング 〜ロッド・スチュワートのカヴァー
  - アルバム『BIG GAME'83 HIDEKI FINAL IN STADIUM CONCERT』からの収録

### DVD
1. 炎
  - アルバム『BIG GAME'83 HIDEKI FINAL IN STADIUM CONCERT』からの収録〜以降「傷だらけのローラ」まで同様
2. 聖・少女
3. ラストシーン
4. ギャランドゥ
5. ブーメランストリート
6. 傷だらけのローラ
7. ブーツをぬいで朝食を
  - アルバム『'85 HIDEKI Special in Budokan - for 50 songs -』からの収録〜以降「YOUNG MAN (Y.M.C.A.)」まで同様
8. MEDLEY (恋する季節 - 恋の約束 - チャンスは一度 - 涙と友情 - ジャガー - セクシーロックンローラー - 恋の暴走- 青春に賭けよう)
9. 愛の十字架
10. 至上の愛
11. ちぎれた愛
12. 一万光年の愛
13. ジプシー
14. 傷だらけのローラ
15. YOUNG MAN (Y.M.C.A.)